# Agfa flexilis
Agfa flexilis es una especie de nematodos parasitarios de la familia Agfidae.
Agfa flexilis es la especie tipo del género Agfa.

## Huéspedes
A. flexilis parasita las especies de gasterópodos:
- Limax cinereoniger[2]
- Limax maximus